# Кондрашов, Андрей Владимирович
Андре́й Влади́мирович Кондрашо́в (род. 9 апреля 1959, Москва) — российский журналист, корреспондент и комментатор. В разное время работал на телевизионных каналах «НТВ», «НТВ-Плюс», «7ТВ», «Спорт», «Матч ТВ» и «Евроспорт». Кандидат в мастера спорта по лыжным гонкам и триатлону. Член международной федерации спортивной прессы (AIPS), член редакционного совета журнала «Лыжный спорт».

## Образование, наука, тренерская деятельность
Окончил Российский государственный университет физической культуры (бывший ГЦОЛИФК). Работал тренером со сборной командой института под руководством Александра Алексеевича Грушина. Подготовил восемь мастеров спорта. В 1986 году под кураторством Виктора Николаевича Манжосова защитил диссертацию на тему «Специальные подготовительные упражнения в технической подготовке лыжников-гонщиков» (кандидат педагогических наук).
В 1991—1994 годах работал руководителем комплексной научной группы сборной команды России по биатлону.

## Журналистика

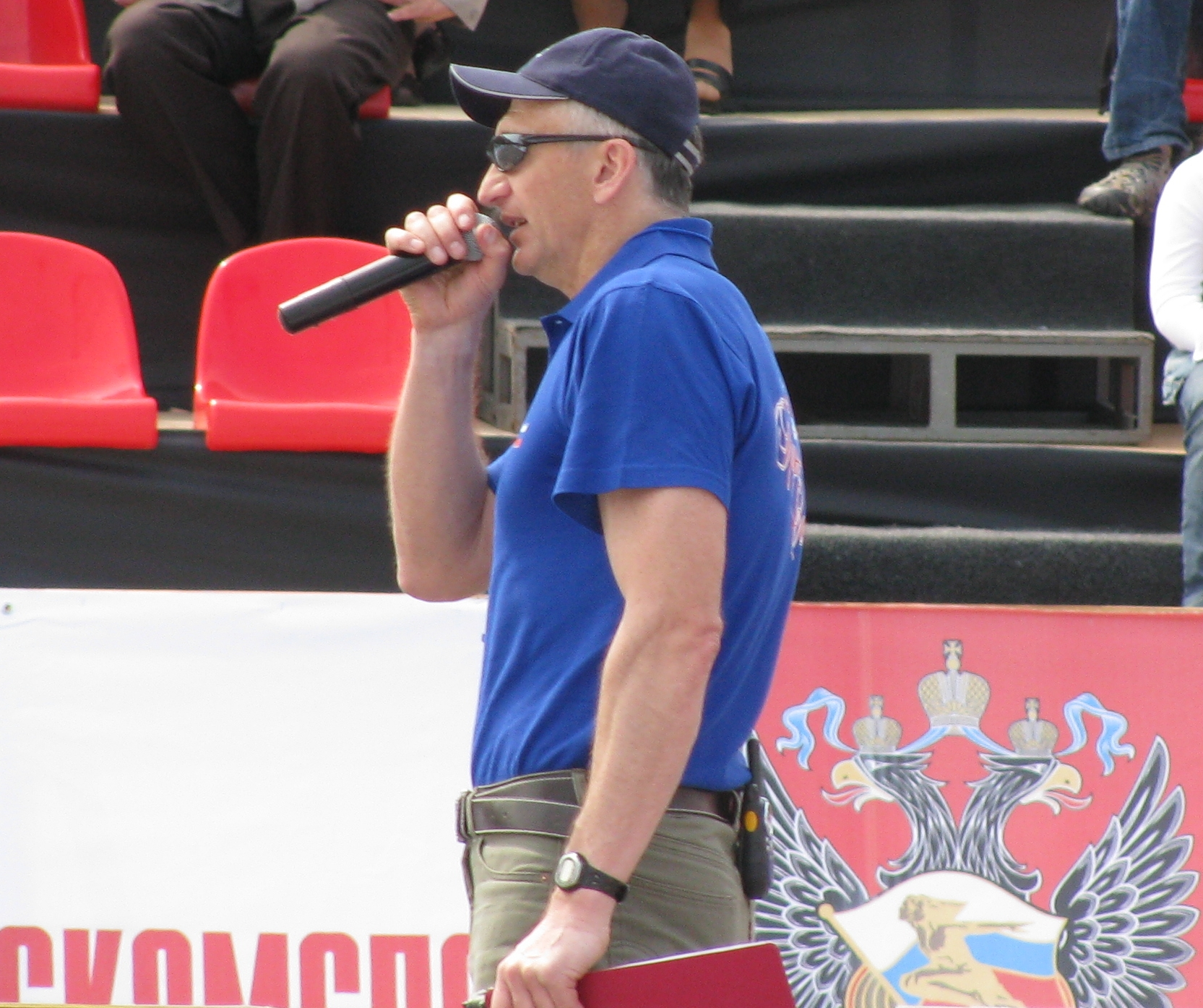
Андрей Кондрашов обслуживает велогонку «Пять колец Москвы» (2 мая 2008)

С 1994 года — корреспондент и комментатор спортивных программ на российском телевидении. Комментирует лыжные гонки, биатлон, велоспорт и другие циклические виды спорта.
С 1994 по 2002 год работал на телевизионных каналах НТВ и «НТВ-Плюс Спорт». Предложение перейти на телевидение получил от тогдашнего руководителя спортивной редакции НТВ Алексея Буркова. Работал редактором, затем комментатором и корреспондентом. Принимал участие в телеигре «Форт Боярд» в составе команды сотрудников НТВ в 1998 году. Работал на Летних Олимпийских играх в Сиднее в 2000 году (от НТВ и «НТВ-Плюс») и в Афинах в 2004 году (от ВГТРК). 
В 2002 году перешёл работать на недавно образованный спортивный канал 7ТВ, где являлся комментатором биатлонных трансляций. Стал первым комментатором прямых трансляций Кубка мира по биатлону в общедоступном эфире. С 2003 по 2006 год работал в той же должности на канале ВГТРК «РТР-Спорт». Первый сезон Кубка мира по биатлону на канале (2003—2004) отработал он один, затем работал поочерёдно с Дмитрием Губерниевым. Там же комментировал трансляции триатлона, боулинга и велоспорта. В 2006 году ушёл с ВГТРК и далее был комментатором канала «Евроспорт».

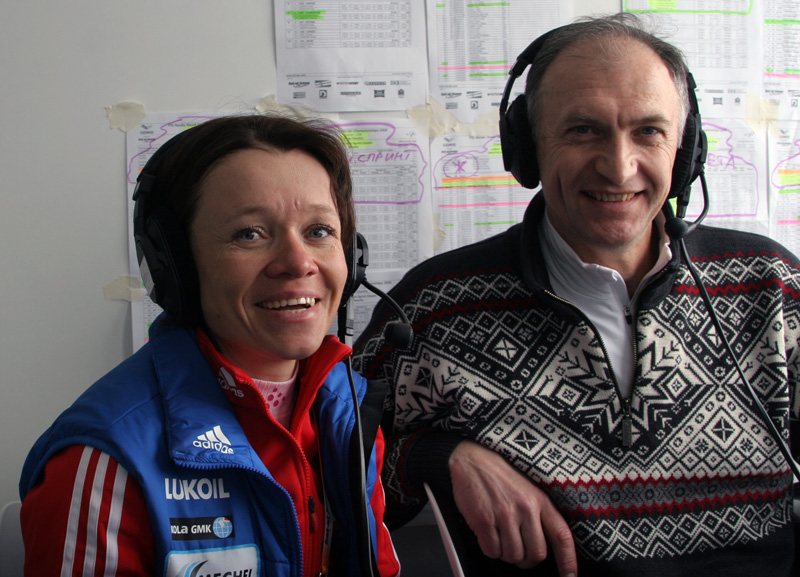
Олимпийская чемпионка Турина, серебряный призёр чемпионата мира в Либереце Евгения Медведева в комментаторской кабине телеканала Евроспорт в гостях у журналиста Андрея Кондрашова в качестве соведущей репортажа с 50-километровой лыжной гонки чемпионата мира в Либереце.

С апреля 2007 года вёл еженедельную радиопрограмму «Циклон» на «Радио Спорт», посвященную циклическим видам спорта. Там же выходили и другие его программы: «ПРО ВЕЛО» и «Биатлонный постскриптум».
До недавнего времени — член президиума, пресс-атташе Федерации лыжных гонок России и Союза биатлонистов России.
В последние годы зарекомендовал себя в качестве организатора многочисленных лыжных, биатлонных и других соревнований, таких как «Миракс-спринт», «Спринт-тур», «Майская лыжня», «Чемпионат СССР», Суперсотня на призы журнала «Лыжный спорт», «Бережковский триатлон».
Член спортивного Клуба Манжосова, один из первых, кто начал «культивировать» такой вид спорта как триатлон в России. Не только комментирует различные спортивные соревнования, но и сам принимает в них участие. Наибольший соревновательный интерес проявляет к видам спорта на выносливость, таким как: лыжные гонки, лыжероллерный спорт, велосипедный спорт и триатлон. Сам об этом рассказывает следующим образом:

Мне всё нравится. Хотя лыжные гонки, наверное, более притягивают, чем биатлон. Когда я попал в последний, он был младшим братом гонок, на него не обращали внимания ни на телевидении, ни в газетах. И на моих глазах он превратился в ведущий вид. Пусть это нескромно прозвучит, но свою маленькую толику и я в это внёс. <...> А вообще я сегодня работаю и на триатлоне, который в России переживает настоящий бум. В соревнованиях принимают участие больше тысячи человек. Причём с очень солидным стартовым взносом. И я не без гордости могу сказать, что одним из первых начал пробовать заниматься этим видом, пусть и на примитивном уровне. И на НТВ я этот вид, что называется, курировал, толкал. Любя эту дисциплину, признаюсь, не предполагал, что она станет настолько популярной. Велосипед же мне интересен сейчас тем, что уже несколько лет принимаю участие в чемпионатах мира среди журналистов. И успел даже стать призёром в командной гонке.

Андрей Владимирович Кондрашов является одной из узнаваемых фигур в спорте и спортивной журналистике. С конца 2015 года работал комментатором лыжных гонок на спортивном телеканале «Матч ТВ». В настоящее время продолжает работать на трансляциях зимних видов спорта на канале Eurosport 1.

## Отношения с ФЛГР
Имеет репутацию (наряду с такими людьми, как олимпийский чемпион 1956 года, заслуженный тренер СССР Николай Петрович Аникин, заслуженный тренер России Анатолий Михайлович Чепалов и заслуженный тренер СССР Александр Алексеевич Грушин) одного из самых жёстких критиков руководителей Федерации лыжных гонок России. В 2002 году обратился с судебным иском против руководителей ФЛГР, которые, по его мнению, не выполнили решения отчётной конференции ФЛГР 2002 года в Сыктывкаре — высшего органа ФЛГР.